# Фокс (приток Иллинойса)
Фокс (англ. Fox River) — река в США, один из притоков реки Иллинойс. Протяжённость русла — около 295 км; общая площадь бассейна — 1328,6 км².
На реке построена дамба Монтгомери.

## Течение

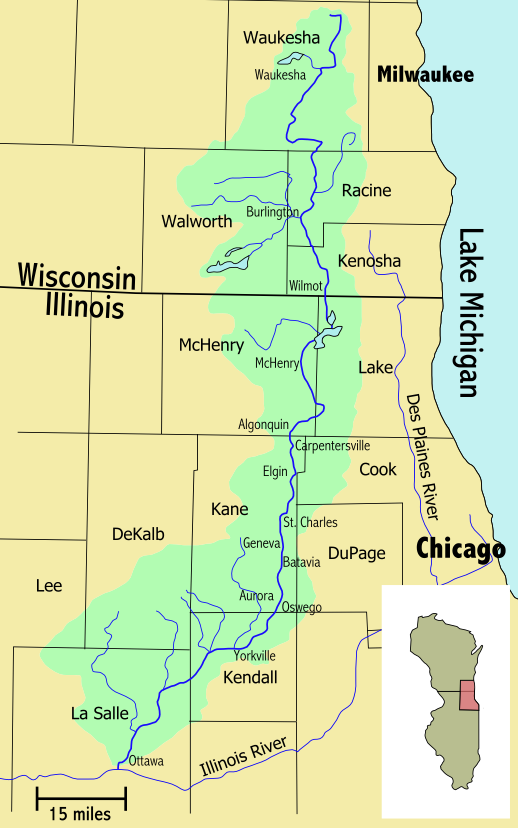
Бассейн реки

Река берёт начало неподалёку от городка Меномони-Фоллз в штате Висконсин. Большая часть русла реки используется для навигации благодаря пятнадцати дамбам, возведённых по ходу течения. Река объединяет в своём бассейне несколько малых озёр, а также протекает через одно большое — озеро Тичиган. Устье Фокс находится в месте её впадения в Иллинойс в районе города Оттава в штате Иллинойс.

## Штаты и населённые пункты
Фокс протекает по территории двух штатов — Висконсин и Иллинойс. В первом река проходит через города Брукфилд, Уокиша, Биг Бэнд, Уотерфорд, Рочестер, Берлингтон, Уитлэнд, Сильвер Лэйк и Уилмот на протяжении 110 км своего пути по территории Висконсина. На территории Иллинойса Фокс объединяет такие города как Джонсбург, Макгенри, Холидэй Хиллз, Алгонкин, Элджин, Женева, Аврора, Монтгомери, Йорквилль, Шеридан и Оттава.
Часть бассейна Фокс на территории Иллинойса принято называть «Долиной Фокс». На её территории проживает более миллиона человек.